# NHK宮古島事務所
座標: 北緯24度48分26.71秒 東経125度16分48.69秒 / 北緯24.8074194度 東経125.2801917度
NHK宮古島事務所（エヌエイチケイみやこじまじむしょ）は、沖縄県宮古島市にある、NHK沖縄放送局の出先機関。宮古島市と宮古郡多良間村における報道取材・受信料事務・受信相談業務を受け持つ。
前身は、旧沖縄放送協会（OHK）宮古放送局。米軍統治下の1967年に、沖縄初の公共放送テレビとして開局。1972年の本土復帰後は、本島⇔先島の海底ケーブルが開通するまでは、引き続き放送局としての業務を行っていた。
地上デジタル放送開始後は、その普及に向けた活動も業務に加わった。

## 所在地
- 〒906-0012　沖縄県宮古島市平良字西里5-10

## 沿革
- 1967年
  - 10月2日 OHK設立（NHKの全面的な支援による）。
  - 12月22日 OHK宮古放送局テレビ放送開始（US9ch）。呼出符号：KSDY-TV。
  - 12月23日　OHK八重山放送局テレビ放送開始（石垣US11ch）。呼出符号：KSGA-TV。
- 1968年12月22日 OHK中央放送局テレビ放送開始。呼出符号：KSGB-TV。
- 1972年
  - 5月15日 沖縄本土復帰により、OHK、NHKに統合。
    - NHK沖縄放送局が27年ぶりに復活。
    - 宮古局は「日本放送協会宮古テレビジョン放送局」に改称。呼出符号はJOVQ-TVに変更（チャンネルはUS9chのまま）。
    - 八重山局は放送部門が廃止され、テレビは宮古局の中継局となる（ラジオおよび沖縄本島とテレビ同時放送開始後は沖縄放送局の中継局）。
    - 当時の放送内容は総合テレビと教育テレビの混合編成で遅れ放送だった。
      - 大相撲や高校野球は1日遅れ。
      - 大晦日の紅白歌合戦は元日に放送されていた。
      - ニュースはラジオのニュース音声に独自に字幕のついたブルーバック画面で放送した。

  - 6月25日 ラジオ第1放送とラジオ第2放送の中継局、本島と同時開設（第1・970kHz、第2・1370kHz） 。テレビと異なり本島と同時放送だった。
- 1975年3月31日　本島⇔先島間海底ケーブル暫定開通。宮古・八重山地域でのテレビのニュースが白黒放送ながら本島・本土と同時放送となる。
- 1976年
  - 12月22日　海底ケーブル全面開通。
    - 総合テレビが本島との同時放送となり、宮古テレビ局は「平良（ひらら）テレビジョン中継放送局」に格下げされチャンネルも日本式の7chに変更、呼出符号のJOVQ-TVは廃止された。
    - 教育テレビとFM放送開始（教育・4ch、FM・85.0MHz）。ただしFMはモノラル。
- 1977年　多良間テレビ中継局開局（総合・60ch、教育・62ch）。FM放送がローカル放送のみステレオ化される。
- 1978年11月23日　AMラジオ周波数9kHzステップ制導入により、ラジオ第1が1368kHz、第2が1602kHzにそれぞれ変更された。
- 1984年　FM放送の全国向け放送用のステレオPCMデジタル回線が導入され、全国向けのFMラジオ放送もステレオ化される。
- 2008年
  - 5月1日　宮古島（平良）中継局で地上デジタルテレビジョン放送開始（総合・17ch、教育・13ch）。
  - 12月26日　多良間中継局で地上デジタルテレビジョン放送開始（総合・22ch、教育・18ch）。